# Scipion Dupleix
Pour les articles homonymes, voir Dupleix.
Scipion Dupleix, seigneur de Clarens, né à Condom en 1569, mort dans cette même ville en mai 1661, est un historien, grammairien, philosophe et conseiller d’État français.

## Biographie
Fils de Guy Dupleix, seigneur d’Ansoules, capitaine gascon dont la compagnie avait servi sous les ordres de Blaise de Monluc, Dupleix ayant fait connaissance, à Nérac, de la reine Marguerite, femme de Henri IV, vint à Paris, en 1605, avec cette princesse, qui le fit depuis maitre des requêtes de son hôtel. On lui reprocha plus tard d’avoir flatté cette princesse de son vivant et d’en avoir parlé, dès qu’elle fut morte avec aussi peu de respect que de reconnaissance. Il fut précepteur d’Antoine de Bourbon-Bueil, fils légitimé de Henri IV, puis fut nommé par Louis XIII, en 1619, historiographe de France et conseiller d’État.
Ses premiers ouvrages lui valurent la place d’historiographe de France, mais il en tira peu d’avantage et, las de courir après la fortune, il se retira dans sa ville natale avec le titre de conseiller d’État. C’est le premier auteur qui ait publié en français un cours de philosophie scolastique, et le premier historien qui ait cité en marge les sources où il a puisé les faits qu’il rapporte. Ce n’est point par ces deux nouveautés qu’il a mérité l’estime du public, mais par ses Mémoires sur les Gaules depuis le déluge jusqu’à l’établissement de la monarchie française, ouvrage remarquable par les recherches et par l’exactitude. Son Histoire générale de France depuis Pharamond jusqu’à Louis XIII leur est fort inférieure pour la véracité, surtout dans les deux derniers règnes. Le style en est net et méthodique, mais il est toujours pesant, lâche et incorrect, rebutant par sa sécheresse et sa dureté. On lui doit encore, entre autres ouvrages, une Histoire romaine depuis la fondation de Rome jusqu’en 1630. Pour remplir son rôle de précepteur, il avait rédigé sa Philosophie comprenant entre autres : la curiosité naturelle rédigée en questions selon l’ordre alphabétique, l’Éthique ou philosophie morale, Les causes de la veille et du sommeil, des songes & de la vie & de la mort. Il consacra trente ans de sa vie à écrire une Histoire générale de France, en cinq volumes in-folio, pour remplacer celle de Du Haillan, qu’il accusait d’avoir pris ses discours historiques et surtout ses harangues dans le roman d’Amadis.

On a dit qu’il consacra les quinze dernières années de sa vie à composer un grand travail sur les libertés gallicanes, et que le chancelier Séguier l’ayant forcé de le bruler, il en mourut de chagrin. « Scipion Dupleix, dit Lenglet-Dufresnoy, a composé beaucoup de mauvais livres ; c’était son plus grand talent. Celui-ci cependant vaut beaucoup mieux que tout ce qu’il a fait : ce sont des recueils assez exacts sur ce qui regarde l’ancienne Gaule. Je m’étonne que cet auteur ne soit pas remonté même au-delà du déluge. » Dupleix est net et méthodique dans sa narration, mais il écrit mal. Il divise son histoire en chapitres, et ses chapitres en articles, manière qui convient peu à l’Histoire. Il a le mérite de citer ses sources en marge ; son érudition est d’ailleurs peu étendue et fort arriérée. Ses derniers volumes valent encore moins que les premiers, et ont fait accuser l’auteur de basse flatterie et de vénalité. Dupleix écrivit tout ce que Richelieu voulait et ce ministre prit même, dit-on, la peine de corriger lui-même les épreuves du premier volume. L’Histoire de Dupleix souleva de vives réclamations de la part du maréchal de Bassompierre et de Mathieu de Morgues, aumônier de Marie de Médicis. Voici quelques lignes comme échantillon de la manière dont le maréchal traite l’historien : 

« Infâme vipère, qui par ta calomnie déchires les entrailles de celle qui t’a donné la vie ! ver qui manges la même chair qui t’a procréé ! chien enragé, qui mords ton propre maitre, qui te meut d’outrager après sa mort une pauvre princesse qui t’a nourrie pendant sa vie ?… Non, non, il y a des roues et des bourreaux en ce monde, pour te rigoureusement punir, et une justice divine en l’autre pour châtier, par des tourments éternels, tes fautes infinies. »

Les deux frères ainés de Dupleix, l’un appelé également Scipion et l’autre François, se sont fait connaitre, le premier par les Lois militaires touchant le duel, en dix livres, Paris, 1586 ; le second, par ses Partitiones Juris methodicæ heroico versu conscriptae, Paris, 1615, in-4°. Il avait épousé Marie de Bajolles.

### Linguistique
Sur le plan linguistique, il tend à s'opposer à l'approche rationaliste et normative du langage soutenue par Vaugelas. C’est contre ce dernier (qui critiquait son style trop gaulois) que Dupleix, sur ses quatre-vingts ans, écrira sa défense et illustration : Liberté de la langue française dans sa pureté.
Face à une approche de la langue fondée par la Raison et des règles strictes (la ratio), Scipion oppose l'idée d'une langue dynamique fondée sur l'usage (usus) dont les variations illustrent la vigueur et la richesse. Pour lui, la règle tue la langue en imposant trop de contraintes à celui qui veut l'employer : « En verité il n’y rien de plus ennemi des productions ingenieuses ces soins trop exquis du langage. » « Un homme qui travaille de la sorte dans une crainte perpetuelle de pecher contre les regles de Grammaire, ressemble proprement à ceux qui cheminent sur la corde, que l’apprehension de tomber ne quitte jamais ».

## Publications

### Philosophie
- La Logique ou l’art de discourir et raisonner, Paris, Dominique Salis, 1600.
- La Physique ou science naturelle divisée en huit livres, Paris, Sonnius, 1603.
- La Suite de la Physiqve ou science naturelle contenant la cognoissance de l’âme, Paris, 1604.
- L’Éthique ou philosophie morale, Paris, 1610.
- La Troisiesme partie de la Métaphysique ou science surnaturelle, qui est des anges et daemons Paris, 1610.
- La Quatrième partie de la Métaphysique, ou science surnaturelle, qui est de la Divinité, Paris, 1610.
- Cours de philosophie, contenant la logique, l’éthique, la physique et la métaphysique, Genève, 1627-1636.Réimpression éditée par Roger Ariew : La logique, Paris, 1984 ; La physique, Paris, 1990 ; La métaphysique, Paris, 1992 ; L’éthique, Paris, 1993. C’est le premier ouvrage de ce genre jamais rédigé en français ; il a été composé pour le prince, son élève.

### Histoire
- Mémoires des Gaules depuis le déluge jusqu’à l’établissement de la monarchie française, 1619.
- Histoire de Henry le Grand IV du nom, roy de France et de Navarre, Paris, Sonnius, 1633.
- Histoire romaine depuis la fondation de Rome, Paris, Claude Sonnius, 1636.
- Histoire générale de France, 3 vol., Paris, Denys Bechet, 1621-1643.Dupleix y traite fort mal Marguerite, femme d’Henri IV, qui avait été sa bienfaitrice, et donne de grands éloges à Richelieu.
- Inventaire des erreurs, fables et desguisemens remarquables en l’inventaire général de l’histoire de France de Jan de Serres, Paris 1625
- Histoire de Henry III, roy de France et de Pologne, Paris 1630
- Histoire de Louis le Juste, XIIIe du nom, roy de France et de Navarre, Paris 1635 lire en ligne sur Gallica
- Philotime, ou Examen des notes d’Aristarque, sur l’histoire des rois Henry le Grand et Louis le Juste, Paris 1637
- Épitomé de l’histoire de France, tiré de l’Histoire générale, 2 vol., Paris 1647
- Continuation de l’histoire du règne de Louis le Juste, XIIIe du nom, Paris 1648

### Grammaire
- La Liberté de la langue française dans sa pureté, Paris, Denys Béchet, 1651 (lire en ligne)Dans ce livre, Dupleix soutient contre Vaugelas la cause du vigoureux et libre langage du seizième siècle.

### Autres
- Les Loix militaires touchant le duel, Paris 1602
- Les Causes de la veille et du sommeil, des songes et de la vie et de la mort, Paris, 1606.
- Scipion Dupleix, La Curiosité naturelle rédigée en questions selon l’ordre alphabétique, Paris, François Gueffier, 1618 (lire en ligne).

## Sources
- Christophe Blanquie, Un magistrat à l’âge baroque : Scipion Dupleix (1569-1661), Paris, Publisud, coll. « Europe au fil des siècles », 2007, 281 p., 23 cm (ISBN 978-2-86600-848-2, lire en ligne).

- Violaine Giacomotto-Charra, La philosophie naturelle en langue française : Des premiers textes à l’œuvre de Scipion Dupleix, Génève, Droz, 2020, 600 p. (ISBN 978-2-600-01969-9, présentation en ligne).